# Дюмерилов варан
Дюмериловият варан (Varanus dumerilii) е вид влечуго от семейство Варанови (Varanidae). Среща се в екваториалните и мангрови гори на Югоизточна Азия - полуостров Малака, островите Борнео и Суматра.
Дюмериловите варани са тъмнокафяви на цвят, понякога с труднозабележими по-ярки напречни ивици. През първите 4-8 седмици малките имат по-ярко оцветяване с оранжевочервена или жълта глава и тяло с черен цвят и няколко напречни жълти ивици. Хранят се главно с крабове,, но понякога ядат и охлюви, насекоми, мекотели, риба, жаби и дребни гризачи.